# Alberto Labarthe
Alberto Dionisio Labarthe Celery (ur. 31 marca 1928 w Santiago, zm. 18 listopada 2021 w Algarrobo) – chilijski lekkoatleta, sprinter. Uczestnik Igrzysk Olimpijskich 1948 oraz brązowy medalista lekkoatletycznych mistrzostw Ameryki Południowej w biegu na 200 m.
Podczas Igrzysk Olimpijskich w Londynie w 1948 roku startował w biegu na 100 m. W swoim biegu eliminacyjnym zajął 3. miejsce i odpadł z rywalizacji.
Zawodnik zdobył także brązowy medal w biegu na 200 m na lekkoatletycznych mistrzostwach Ameryki Południowej w 1947 roku.
Rekord życiowy zawodnika w biegu na 100 m wynosi 10,5 s. Wynik ten został osiągnięty w 1946 roku.